# Castlevania II: Simon's Quest
Castlevania II: Simon's Quest (ドラキュラII 呪いの封印?, Dorakyura II: Noroi no fūin, lett. Dracula II: Il sigillo maledetto) è un videogioco a piattaforme sviluppato da Konami e pubblicato nel 1987 per Famicom Disk System. Distribuito in Occidente per Nintendo Entertainment System, è il secondo capitolo della serie Castlevania.
Il gioco è stato distribuito per Nintendo 3DS, Wii e Wii U tramite Virtual Console ed incluso nelle raccolte Konami Collector's Series: Castlevania & Contra per Microsoft Windows e Castlevania Anniversary Collection per Nintendo Switch, PlayStation 4 e Xbox One.

## Trama
Il gioco è ambientato nel 1698, sette anni dopo che Simon Belmont sconfisse il conte Dracula.
Nel momento in cui Simon sferrò il colpo decisivo sul principe delle tenebre, il malvagio conte ferì il cacciatore di vampiri alla schiena e gli lasciò una maledizione, che lo avrebbe presto portato alla morte. L'unico modo per Simon di annullare la maledizione era riportare in vita Dracula. Tuttavia, come se questo non fosse bastato, nonostante la morte del loro signore, le legioni demoniache di Dracula continuarono a sciamare per tutta la Transilvania, devastando numerosi villaggi e minacciando la popolazione.
Fu così che Simon impugnò ancora una volta la leggendaria frusta della sua famiglia, l'Ammazzavampiri, e intraprese un viaggio attraverso i villaggi di Jova, Veros, Aljiba, Aldra, Oldon, Fetra e Ghulas, per proteggere la gente dai mostri e ritrovare i resti del corpo di Dracula: la costola, l'unghia, il cuore, l'anello e il bulbo oculare, i quali sono stati nascosti in cinque manieri oscuri sparsi per la Transilvania: Berkeley, Roven, Brahm's, Bodley e Laruba.
Dopo essere riuscito a ritrovare tutti i resti di Dracula, Simon li portò alle rovine del Castlevania, dove li bruciò. A quel punto, comparve improvvisamente lo spettro di Dracula, tornato per mezzo di un sesto frammento di cui Simon non era a conoscenza: la zanna di Dracula, nascosta tra le rovine. Simon affrontò di nuovo il conte e questa volta lo uccise per sempre (O almeno così tutti credettero, dato che Dracula sarebbe risorto di nuovo nel 1748).

## Modalità di gioco
Simon's Quest, a differenza del predecessore,  non è lineare, ed è composto da livelli molto estesi che possono essere esplorati. È inoltre dotato di un sistema "a esperienza" tipico dei videogiochi di ruolo: raccogliendo dei power-up a forma di cuore, il protagonista sale di livello e aumenta la propria vita. Un'altra innovazione è il passaggio fra il giorno e la notte: questo influenza il numero e la forza dei mostri presenti, ma anche il numero dei power-up.

## Accoglienza
La traduzione in inglese di Simon's Quest è stata criticata per essere criptica, piena di errori e refusi e definita Engrish.